# ليو أوبراين
ليو أوبراين (بالإنجليزية: Leo O'Brien)‏ هو ممثل أمريكي، ولد في 12 نوفمبر 1970 في الولايات المتحدة، وتوفي بنفس المكان في 10 أكتوبر 2012.

## وصلات خارجية
- ليو أوبراين على موقع IMDb (الإنجليزية)
- ليو أوبراين على موقع ألو سيني (الفرنسية)
- ليو أوبراين على موقع أول موفي (الإنجليزية)
- ليو أوبراين على موقع قاعدة بيانات الأفلام السويدية (السويدية)
- ليو أوبراين على موقع قاعدة بيانات الفيلم (الإنجليزية)
- ليو أوبراين على موقع كينوبويسك (الروسية)